# Togacantha nordviei
Genre
Espèce
Synonymes
- Gasteracantha nordviei Strand, 1913

Togacantha nordviei, unique représentant du genre Togacantha, est une espèce d'araignées aranéomorphes de la famille des Araneidae.

## Distribution
Cette espèce se rencontre en Afrique de l'Ouest, en Afrique centrale et en Afrique de l'Est.

## Publications originales
- Strand, 1913 : Arachnida. I. Wissenschaftliche Ergebnisse der Deutsche Zentral-Afrika Expedition 1907-1908. Leipzig, vol. 4, p. 325-474 (texte intégral).
- Dahl, 1914 : Die Gasteracanthen des Berliner Zoologischen Museums und deren geographische Verbreitung. Mitteilungen aus dem Zoologischen Museum in Berlin, vol. 7, p. 235-301 (texte intégral).